# Stylocidaris affinis
Stylocidaris affinis är en sjöborreart som först beskrevs av Philippi 1845.  Stylocidaris affinis ingår i släktet Stylocidaris och familjen piggsvinssjöborrar. Inga underarter finns listade i Catalogue of Life.